# Rudolf Meyer

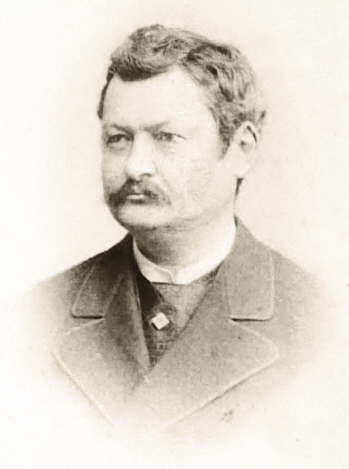
Rudolph Hermann Meyer år 1879.

Rudolf Hermann Meyer, född 10 december 1839 i Neumark, Mark Brandenburg, död 16 januari 1899 i Dessau, var en tysk socialkonservativ och ekonomisk skribent.
Meyer författade bland annat Der Emancipationskampf des vierten Standes (två band, 1872-74, band I i ny upplaga 1882), La question agraire (1887) och Le mouvement agraire (1889; båda tillsammans med G. Ardant), Der Kapitalismus fin de siècle (1894) och Hundert Jahre konservativer Politik und Literatur (1895).